# كارل دينسون (عازف جاز)
كارل دينسون (بالإنجليزية: Karl Denson)‏ هو عازف جاز أمريكي، ولد في 27 ديسمبر 1956 في سانتا آنا في الولايات المتحدة.

## وصلات خارجية
- الموقع الرسمي
- كارل دينسون على موقع ميوزك برينز (الإنجليزية)
- كارل دينسون على موقع أول ميوزيك (الإنجليزية)
- كارل دينسون على موقع ديسكوغز (الإنجليزية)